# 鄭一鸞
鄭一鸞（1492年—？），字应夔，一字鳴陽，号东梧佑子，福建泉州府晉江縣人，民籍，明朝政治人物。

## 生平
嘉靖十年（1531年）辛卯科福建鄉試第七十六名舉人。嘉靖十七年（1538年）中式戊戌科會試第二百八十三名，登第三甲第七十二名進士。授太常寺博士，尝为其长官所中，下狱，后复其官。满考，锡敕命焉。后因郊祝厘迁户部员外郎。户部主事周天佐疏救杨爵，独居深念，妻问之不答。旦捧疏入，出始语一鸾。及杖毙于狱，一鸾与李恺出资赙之，棺衾如礼。嘉靖二十四年，门生泉郡守俞咨伯塑像建祠于本乡，额曰「大夫祠」。仍奉主入郡乡贤祠。

## 家族
曾祖鄭永寬；祖父鄭觀；父鄭祜，母蔡氏。永感下。弟鄭一鳳。